# Марцинковиці (Тарнівський повіт)
Марцинковиці (пол. Marcinkowice) — село в Польщі, у гміні Радлув Тарнівського повіту Малопольського воєводства.
Населення — 293 особи (2011).
У 1975-1998 роках село належало до Тарнівського воєводства.

## Демографія
Демографічна структура станом на 31 березня 2011 року:
|          | Загалом | Допрацездатний вік | Працездатний вік | Постпрацездатний вік |
| -------- | ------- | ------------------ | ---------------- | -------------------- |
| Чоловіки | 147     | 40                 | 94               | 13                   |
| Жінки    | 146     | 27                 | 84               | 35                   |
| Разом    | 293     | 67                 | 178              | 48                   |